# Ari Olsen
Ari Olsen (født 9. september 1998) er en færøsk fodboldspiller, der spiller for Víkingur Gøta som højre back. Han skiftede til Víkingur í november 2019, før det spillede han for barndomsklubben Skála ÍF, hvor han i 2019 havde flest assist i den færøske bedste række, Betrideildin.
Ari Olsen spiller også for Færøernes U21 landshold og har spillet for Færøernes U17 og U19 landshold.